# قبعة تصويرية
القبعة التصويريّة هي قبعة نسائية متقنة ذات حافة عريضة. يُقترح أن الاسم قد يكون مشتقاً من طريقة تأطير الحافة العريضة للوجه لإنشاء "صورة".